# Ondjaki
Ndalu de Almeida, född 1977, är en författare från Angola, som skriver under pseudonymen Ondjaki.
Han var tidigare bosatt i Angolas huvudstad Luanda men flyttade sedan till Rio de Janeiro i Brasilien. Han har skrivit poesi, barn- och ungdomsböcker, noveller, romaner, dramatik och filmmanus. Han läste sociologi på universitetet i Lissabon och skrev som examensarbete en studie över den angolanske författaren Luandino Vieira. Han debuterade 2002 med kortromanen O Assobiador (Visslaren), som 2003 följdes upp med barndomsmemoaren Bom dia camaradas (God morgon kamrater). Sammanlagt har han hittills (2010) skrivit fyra romaner, tre novellsamlingar, två diktsamlingar och tre barnböcker. Böckerna har översatts till franska, spanska, italienska, tyska, engelska, kinesiska och svenska.